# Galinha Pintadinha 3

Galinha Pintadinha 3 é o terceiro álbum do projeto infantil Galinha Pintadinha, lançado em 2012 com produção Bromélia Filminhos e pela gravadora Som Livre.

## História
Em 28 de dezembro de 2006, os publicitários Juliano Prado e Marcos Luporini decidiram adicionar uma animação infantil no site YouTube para apresentação a alguns produtores de um canal infantil de São Paulo, pois não teriam como comparecer a reunião.
Os executivos não aprovaram o vídeo, e a ideia inicial não vingou. Porém seis meses depois, a dupla, que não havia removido o vídeo do site, percebeu que o número de visualizações estava bastante expressivo, cerca de 500.000 visualizações.
Percebendo a possibilidade de sucesso, o projeto seguiu adiante em 2009 com a criação do DVD "Galinha pintadinha e sua turma", que contava com animações em 2D com personagens infantis e músicas de domínio público, que incluiam cantigas de várias gerações.
Com o apoio da Som Livre, em 2010 a equipe criou o segundo DVD, intitulado "Galinha Pintadinha 2". Já no primeiro mês, foram mais de 100 mil cópias vendidas, o que levou a premiação com disco de platina duplo.
Em 2012, é lançado o terceiro DVD do projeto, seguindo a mesma linha dos dois anteriores, com cantigas de rodas clássicas. As músicas “Lava a Mão” e “Galinha Pintadinha 3” do respectivo DVD também estão presentes no musical lançado recentemente.

## Músicas[6]
| Faixa | Canções                               |
| ----- | ------------------------------------- |
| 1     | Galinha Pintadinha 3                  |
| 2     | Dona Aranha                           |
| 3     | Fui Morar numa Casinha                |
| 4     | Roda, Roda, Roda (Caranguejo peixe é) |
| 5     | Mamama Papapa                         |
| 6     | Dó Ré Mi Fá                           |
| 7     | Pirulito que Bate Bate                |
| 8     | Lava a Mão                            |
| 9     | Ciranda, Cirandinha                   |
| 10    | Pai Francisco                         |
| 11    | Coelhinho da Páscoa                   |
| 12    | Meu Limão, Meu Limoeiro               |
| 13    | O Cravo e a Rosa                      |
| 14    | Borboleta Pequenina                   |

O álbum foi certificado pelos empresários Sérgio Rodrigues, Marcos Frota, Elízio Gonçalves e Arthur de Souza. O álbum conta com a direção de Dener de Souza.

## Galinha Preta Pintadinha Volume 3
Uma paródia foi realizada por Marcelo Adnet, em 2015. Entre as faixas de destaque estão "Pombagirinha" (Pombinha branca), "Erezinhos" (Dez indiozinhos) e "O Santo Marafo Quer" (O sapo não lava o pé).

## Certificações e vendas
| País         | Certificação | Vendas   |
| ------------ | ------------ | -------- |
| Brasil - PMB | 3× Diamante  | 900,000+ |